# مدرسة لينكولن (كاتماندو)
مدرسة لينكولن  هي مدرسة دولية خاصة تقع في كاتماندو، نيبال.

## الروابط الخارجية
1. ↑  "Council of International Schools". مؤرشف من الأصل في 2013-05-28. اطلع عليه بتاريخ 2011-04-15.
2. ↑  "US State Department Office of Overseas Schools". مؤرشف من الأصل في 2017-09-21. اطلع عليه بتاريخ 2011-04-15.

- Lincoln School website